# Aéroport de Lausanne-Blécherette
L'aéroport de Lausanne-Blécherette (code OACI : LSGL) est un aéroport régional situé au nord de Lausanne dans le canton de Vaud en Suisse. Il enregistre environ 36 000 mouvements par an, en majorité des vols de loisir et de formation, ainsi que 10 % de vols d’affaires.

## Localisation

### Carte des aéroports en Suisse
| \| 20 km1:1 107 000 \| EuroAirport Basel-Mulhouse-Freiburg Zurich Genève Berne Birrfeld Bressaucourt Fribourg Granges La Chaux-de-Fonds Lausanne Lugano Samedan Saint-Gall Sion Alpnach Buochs Dübendorf Emmen Payerne Ambri Amlikon Bad Ragaz Bellechasse Bex Biel-Kappelen Buttwil Courtelary Dittingen Fricktal-Schupfart Gruyère Hasenstrick Hausen am Albis Kägiswil La Côte Langenthal Locarno Lodrino Lommis Luzern-Beromünster Mollis Montricher Neuchâtel Môtiers Münster Olten Rarogne Reichenbach Saanen Schaffhausen Schänis Sitterdorf Speck-Fehraltorf St. Stephan Thoune Triengen Wangen-Lachen Winterthur Yverdon-les-Bains Zweisimmen |
| 20 km1:1 107 000 |

Aménagé au nord de Lausanne, dans le quartier de la Blécherette, l'aéroport est situé à proximité de la sortie 9 (Lausanne-Blécherette) de l'autoroute A9. Il est à une dizaine de minutes du centre-ville en véhicule individuel et à une quinzaine par les deux lignes de bus le desservant. Il est aménagé sur un plateau, entouré de prairies et d'exploitations agricoles. Une base de la Garde aérienne suisse de sauvetage (REGA) le jouxte, ainsi qu'un restaurant.

## Histoire

### Création de l'aérodrome

Vue aérienne de l'aérodrome de La Blécherette en 1925.

Initialement terrain communal aménagé par la Confédération en place d'armes dès 1899, le terrain de La Blécherette est utilisé en 1910 pour la première fois comme piste d'aviation par le Genevois Henri Speckner avant de devenir, l'année suivante, l'une des premières places d'aviation civile du pays.
Très vite se posa la question des hangars, indispensables aux avions et à leur entretien. Un premier hangar fut construit  en 1914, la veille de la Première Guerre mondiale, à l'ouest de la piste, près de la ferme La Grangette. Bientôt, l'augmentation du trafic nécessita la construction d'ateliers et d'un autre hangar en 1922. Construit cette fois à l'est de la piste, il fut muni d'une très grande porte basculante, aujourd'hui classée à l'inventaire cantonal. En 1926, la Commune reprend l'exploitation et l'administration de l'aéroport, à la suite des difficultés financières de la société exploitante, et y crée un atelier mécanique. Sa gestion est confiée par la Direction des finances jusqu'en 1934 puis à la Direction des travaux.
En 1922, un émetteur radio est installé au Champ de l'Air pour donner des informations météorologiques aux avions. Il s'agissait du 4e émetteur en Europe après Berlin, Paris et Londres. Il fut aussi utilisé pour distraire les passagers des avions en diffusant de la musique. Radio-Lausanne était née, noyau de la future RTS.[réf. souhaitée]
En 1979, la base de la Garde aérienne suisse de sauvetage (REGA) jouxtant l'aéroport devient opérationnelle.

### Débats sur le maintien de l'aérodrome
Après l’abandon des projets d’aérodromes à Écublens en 1960, et d’Étagnières en 1978, la question de l'avenir de l’aérodrome était toujours posée. Il était nécessaire de rénover les infrastructures de l'aérodrome, aux coûts de fonctionnements élevés, si celui-ci devait être conservé. En 1983, un crédit de 380 000 francs est voté par le Conseil communal pour les travaux d’entretien des bâtiments d’exploitation de l'aérodrome. En plus de ce crédit, il a été proposé de construire une piste en dur pour assurer une exploitation efficace et une sécurité accrue.
En 1986, la Municipalité prend la décision de fermer l’aéroport lorsque la concession de son exploitation sera échue en décembre 2006. Lors de la séance du 23 février 1988, le Conseil communal refusa cette décision, mais autorisa la Municipalité à entreprendre les démarches en vue de sa privatisation. Dans le même temps, les opposants au maintien de l'aérodrome, dont les riverains, demandaient sa suppression en raison des nuisances engendrée par le trafic aérien. La question de fond du débat était alors l’aménagement général du plateau de la Blécherette après la suppression de l’aérodrome. Au vu de la polémique engendrée par le sujet, la Municipalité, elle-même divisée, soumit au Conseil communal le Plan partiel d’affectation (PPA) de La Blécherette. Une décision favorable du Conseil communal permit de soumettre la décision au référendum spontané et ainsi de laisser aux Lausannois la décision de maintenir ou non l’aéroport. Le préavis est accepté le 5 mai 1992[Par qui ?] et, le 21 juin 1992, les votants se prononcèrent à 60 % pour le maintien de l’aérodrome.
Le 23 juin 1990, pour célébrer les 80 ans de la Section vaudoise de l'Aéro-Club de Suisse (AéCS), un meeting aérien « portes ouvertes » est organisé. Ce jour a été choisi pour coïncider avec la parution de l'ouvrage La Blécherette : 80 ans d'aviation de Philippe Cornaz.

### Renouveau de l'aérodrome
Depuis le 1er mai 1993, la société anonyme Aéroport de la région lausannoise « La Blécherette » SA (ARLB) exploite l'aérodrome, depuis que la ville de Lausanne lui a cédé sa concession d'exploitation. Cette concession a été renouvelée en 2006.
La piste d'atterrissage de 875 mètres, originellement en herbe, a été convertie en dur en mai 2000, favorisant un développement des vols d'affaires qui représentaient en 2008 environ 10 % des vols.
En août 2011 se déroulait le meeting du Centenaire, confirmant les anciens dans leur foi en l'aviation.[réf. souhaitée]
En 2014, le projet Métamorphose de la ville de Lausanne nécessite la destruction des hangars historiques de l'aéroport, sauf le hangar 2 « Lausanne » avec sa porte monumentale.[réf. souhaitée]

### Première compagnie aérienne
Jusqu'en 2014, aucune compagnie aérienne commerciale n'a desservi l'aéroport de Lausanne. Depuis janvier 2014, une compagnie nommée Fly7 Aviation a été fondée, pour des vols reliant Lausanne à Paris et Londres,.

## Infrastructures

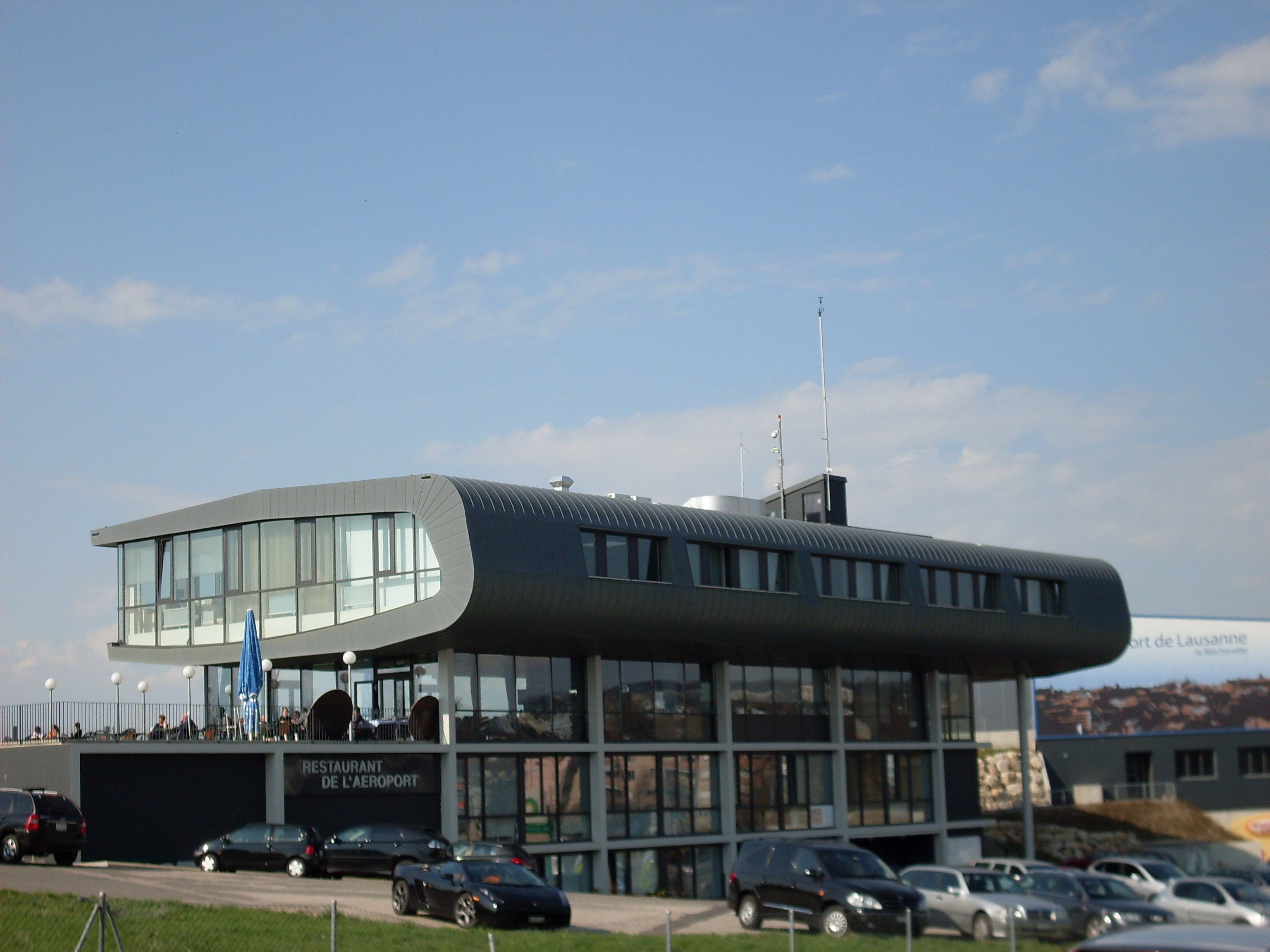
Le bâtiment principal de l'aéroport avec la tour, la douane et le restaurant.

La piste, longue de 875 m est orientée nord-sud (36/18).[réf. souhaitée]

## Activités

### Pôle de formation aéronautique
Plusieurs écoles d'aviation sont basées à Lausanne-Blécherette, notamment le Lausanne Aéroclub (anciennement « Groupement de vol à moteur ») et « AéroFormation ». Il existe aussi des écoles pour pilotes professionnels.[réf. souhaitée]
Le Lausanne Aéroclub dispose de trois Robin DR400 (HB-KFD, HB-KFI et HB-KOJ), deux Piper Warrior PA28 (HB-PNL et HB-PJI), un Piper PA-28 Dakota (HB-PMP), un Piper PA-32 Saratoga (HB-PJE), un Piper Cub L4 (HB-OKN), un Super Cub PA-18 (HB-ORV) et un Mudry Cap 10 (HB-SAX) pour la voltige aérienne.
Depuis la fin 2020, le Lausanne Aéroclub exploite également un Pipistrel Velis Electro, le premier avion électrique certifié par les autorités aéronautiques européennes (EASA) et par l'OFAC (Suisse). L'avion, particulièrement silencieux, est notamment exploité pour la formation initiale et les vols locaux.

### Pôle d'aviation historique

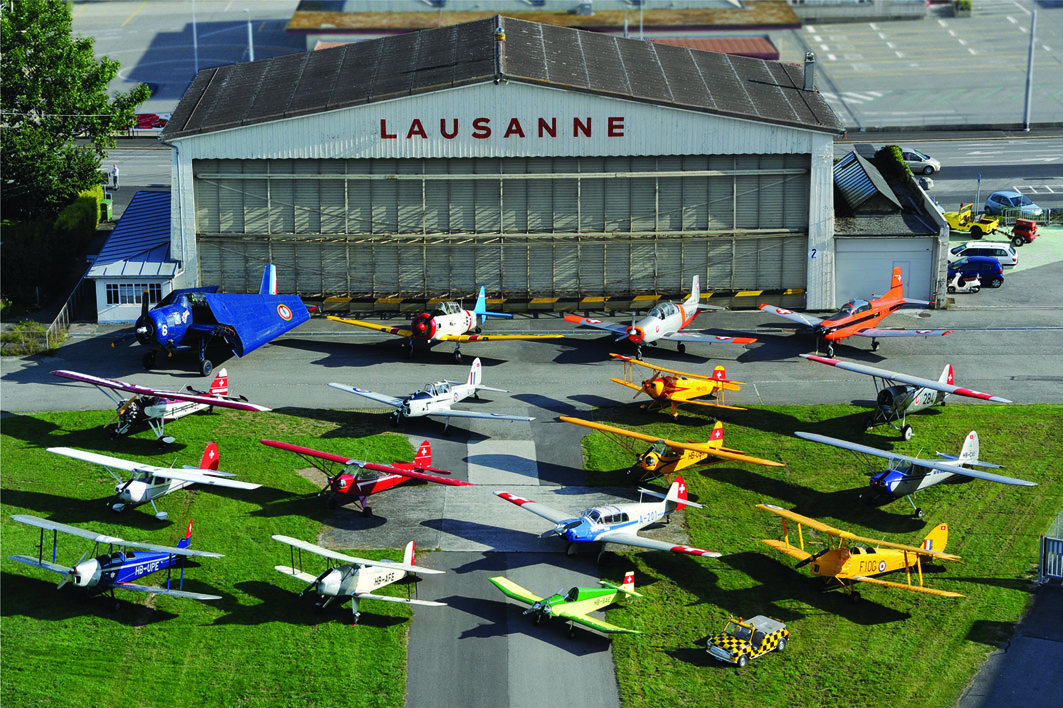
Les avions historiques de l’Association pour le maintien du patrimoine aéronautique (AMPA) devant le hangar Lausanne datant de 1922.

La Blécherette est connue comme étant un pôle de compétence dans la restauration et l'exploitation d'avions historiques. Le « Groupement des avions historiques » a été créé en 1973 pour assurer le maintien à Lausanne du De Havilland DH-60GIII Moth Major HB-UPE de 1934. Depuis, l'Association pour le maintien du patrimoine aéronautique (AMPA) y a installé son atelier de restauration.
L'AMPA est propriétaire et/ou exploite les avions suivants :
- HM-8 Avionnette – HB-YEI (1928)
- Dewoitine D.26 – HB-RAI (1931) propriétaire : Fondation pour le Maintien du Patrimoine Aéronautique (FMPA)
- Morane-Saulnier MS-317 – HB-RAO (1937) propriétaire : Association MS-317 + FMPA
- Messerschmitt Bf 108B « Taifun » – HB-HEB (1938)
- Piper L-4 – HB-OSM (1944) propriétaire : FMPA
- Cessna C-140A – HB-COR (1951) propriétaire : Association HB-COR + FMPA
- De Havilland Canada DHC-1 Chipmunk 22 – HB-TUT (1951) propriétaire : Association Chipmunk + FMPA
- De Havilland DH-112 Mk.1 Venom – HB-RVC (1955) actuellement pas en état de vol exploité par le Musée européen de l'aviation de chasse à Montélimard en France
- Bébé Jodel D.9 – HB-SAE (1958) propriétaire : FMPA
- Pilatus P3-05 – HB-RCY (1958) propriétaire : FMPA
- Hawker Hunter Trainer T Mk68 – HB-RVR (1975) propriétaire : FMPA, exploitant : Amici dell’Hunter, basé à Sion.
- Pilatus PC-7 Turbo Trainer – HB-HPR (1982) propriétaire : FMPA, exploité par la PC7 Turbo Association

D'autres appartiennent à des membres actifs de l'AMPA :
- Bücker Bü 131B Jungmann – HB-AFE (1938)
- Bücker Bü 133 Jungmeister – HB-MIP (1938)
- Bücker Bü 131 APM Jungmann – HB-UUU (1939)
- Morane-Saulnier MS.406 (D-3801) – HB-RCF (1942) exploité par l'Association Morane Charlie Fox et basé à Bex
- Grumman/Eastern TBM-3R Avenger – HB-RDG (1945) (Association « Charlie’s heavy »)
- De Havilland DH-100 Mk.6 Vampire – HB-RVN (1952) basé à Sion
- North American T-6G Texan – HB-RCN (1952) (Association « Charlie’s heavy »), désormais vendu.
- SIPA 903 – HB-SPU (1951) exploité par le Groupe du Sipa 903 SPU et SPV

Le Groupement des Avions Historiques (GAH) est propriétaires des avions suivants :
- De Havilland DH-60GIII Moth Major – HB-UPE (1934)
- Piper L-4 – HB-ODC (1944)
- Cessna C-170 – HB-CAO (1950).

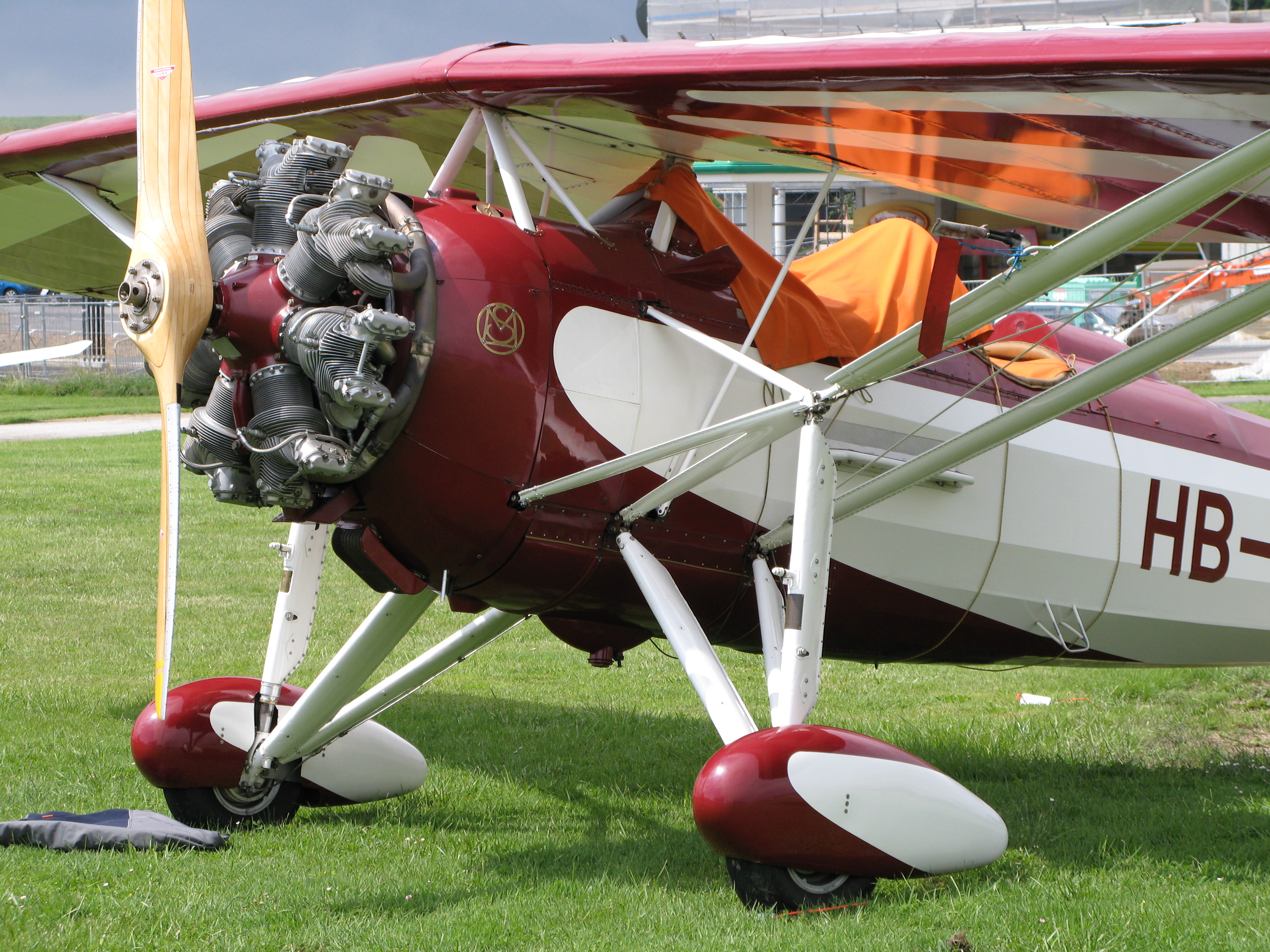
Morane-Saulnier MS-317 – HB-RAO (1937)
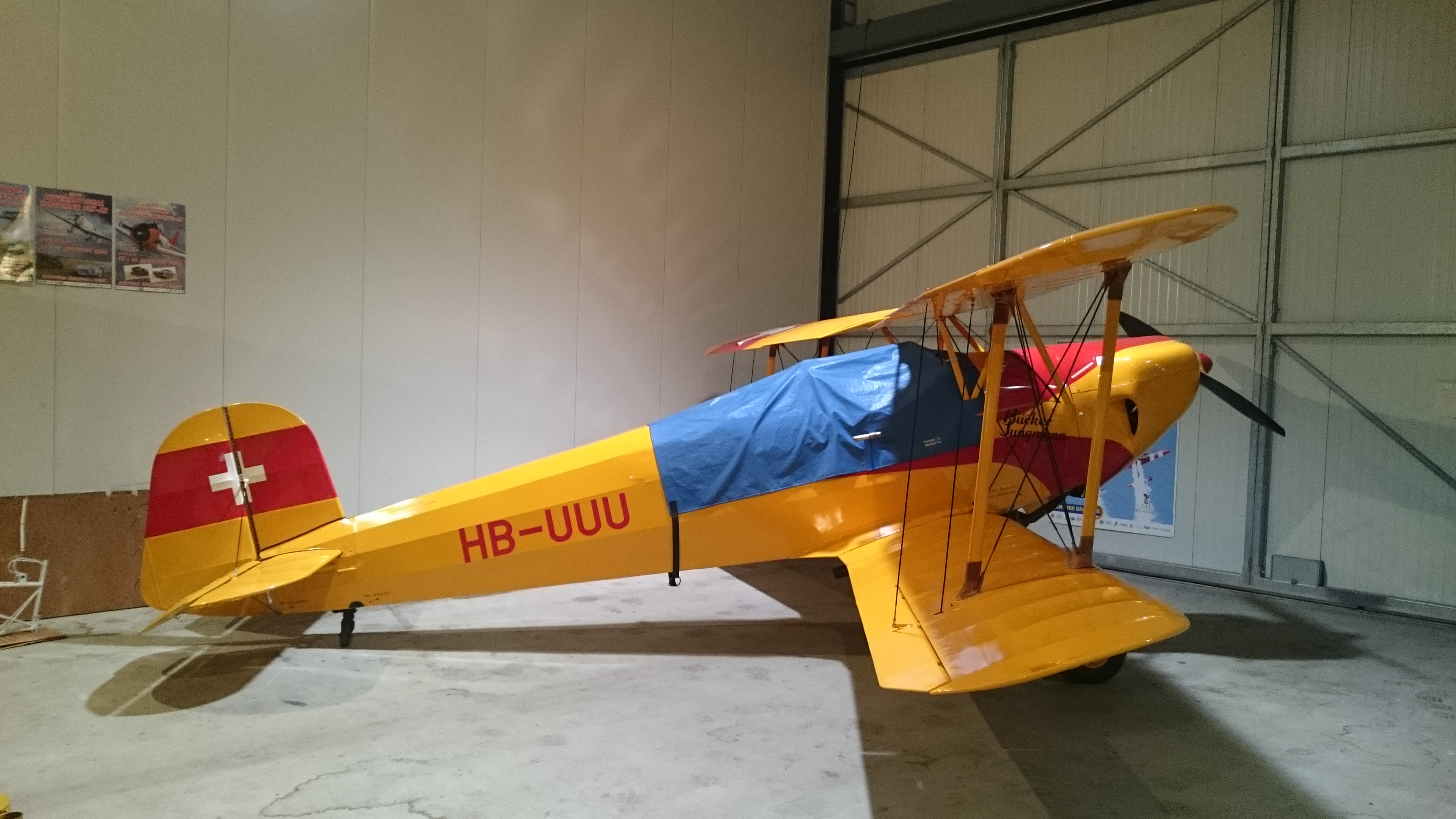
Bücker Bü 131 APM Jungmann – HB-UUU (1939)
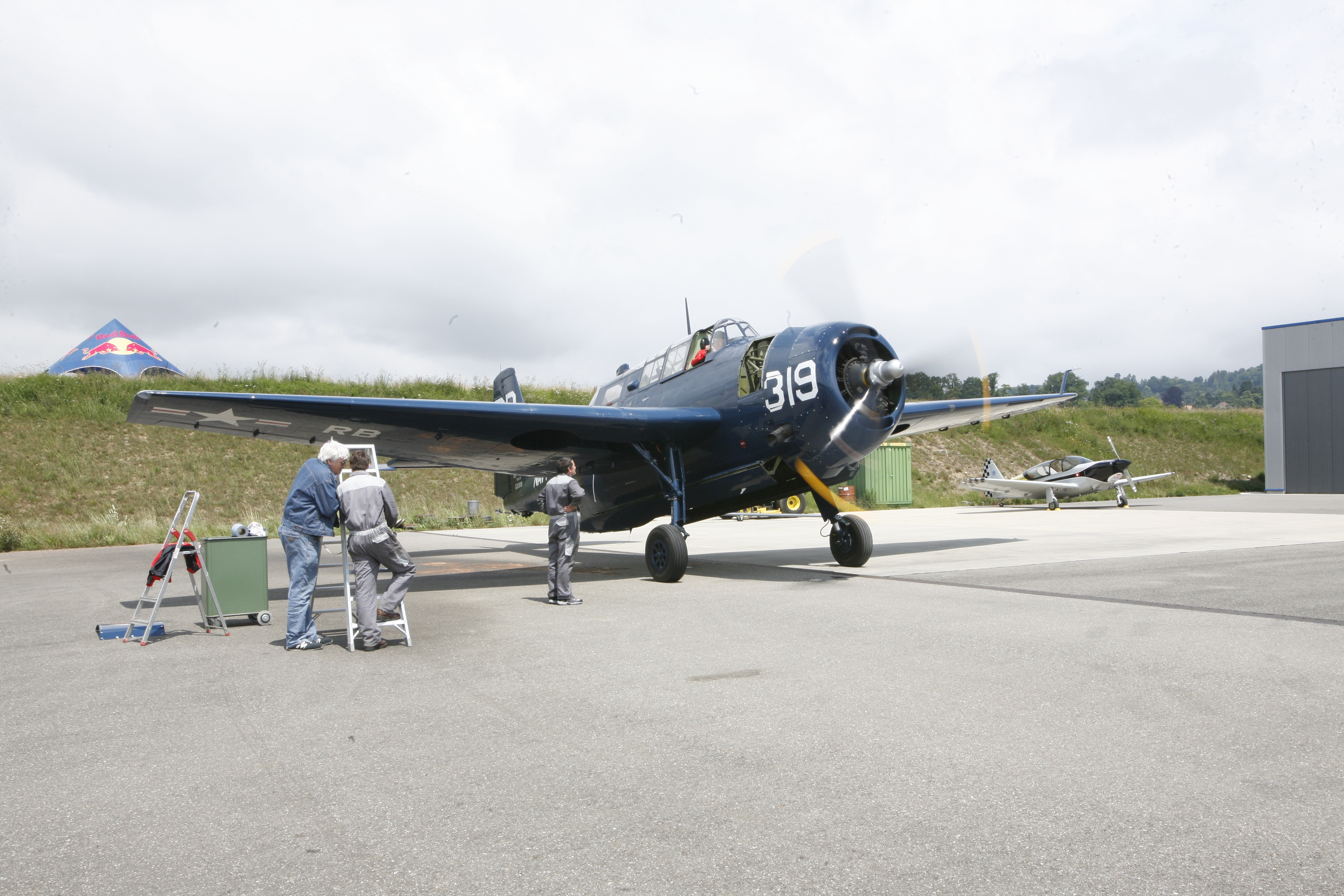
Grumman/Eastern TBM-3R Avenger – HB-RDG (1945)
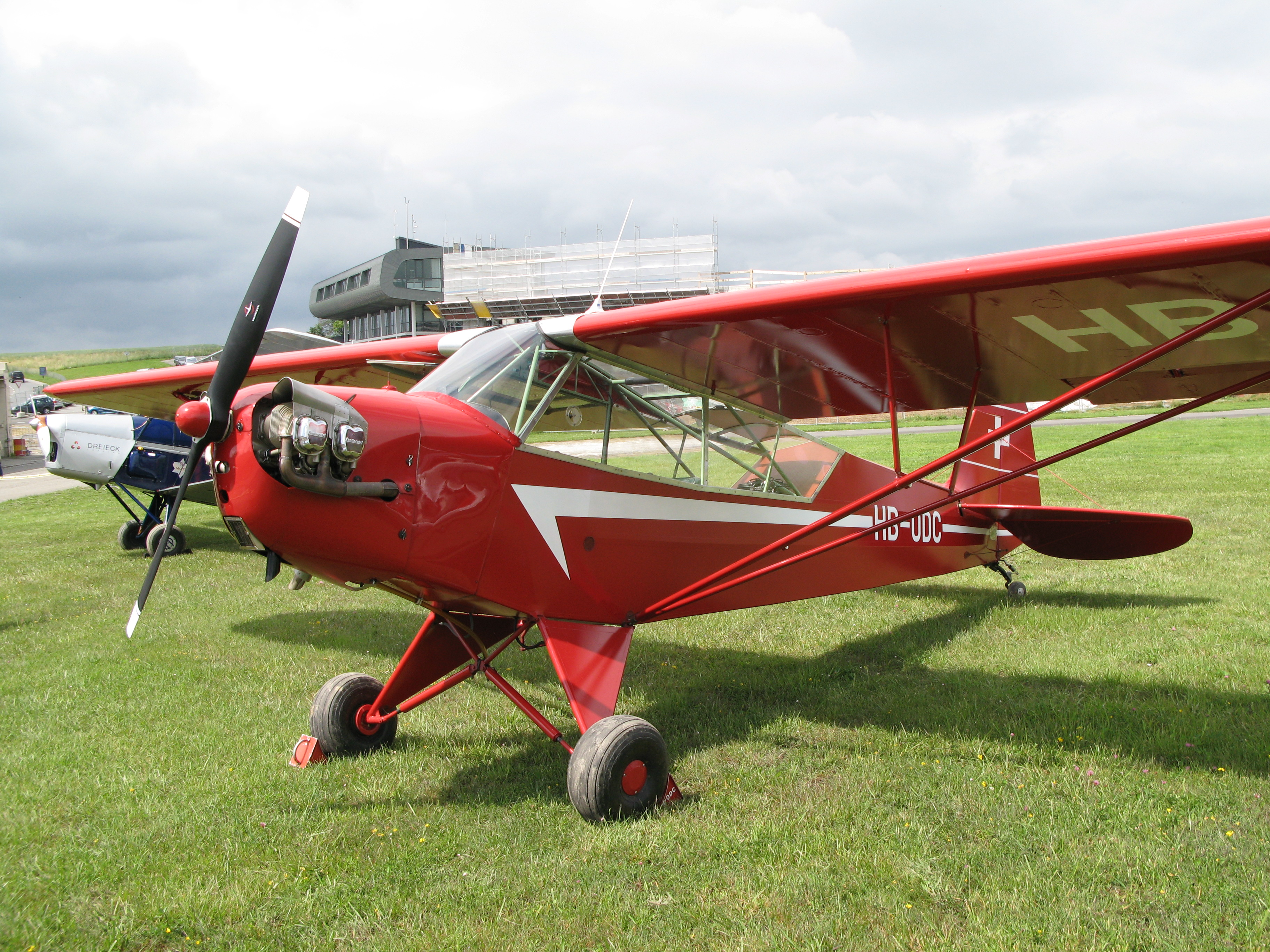
Piper L-4 – HB-ODC (1944)
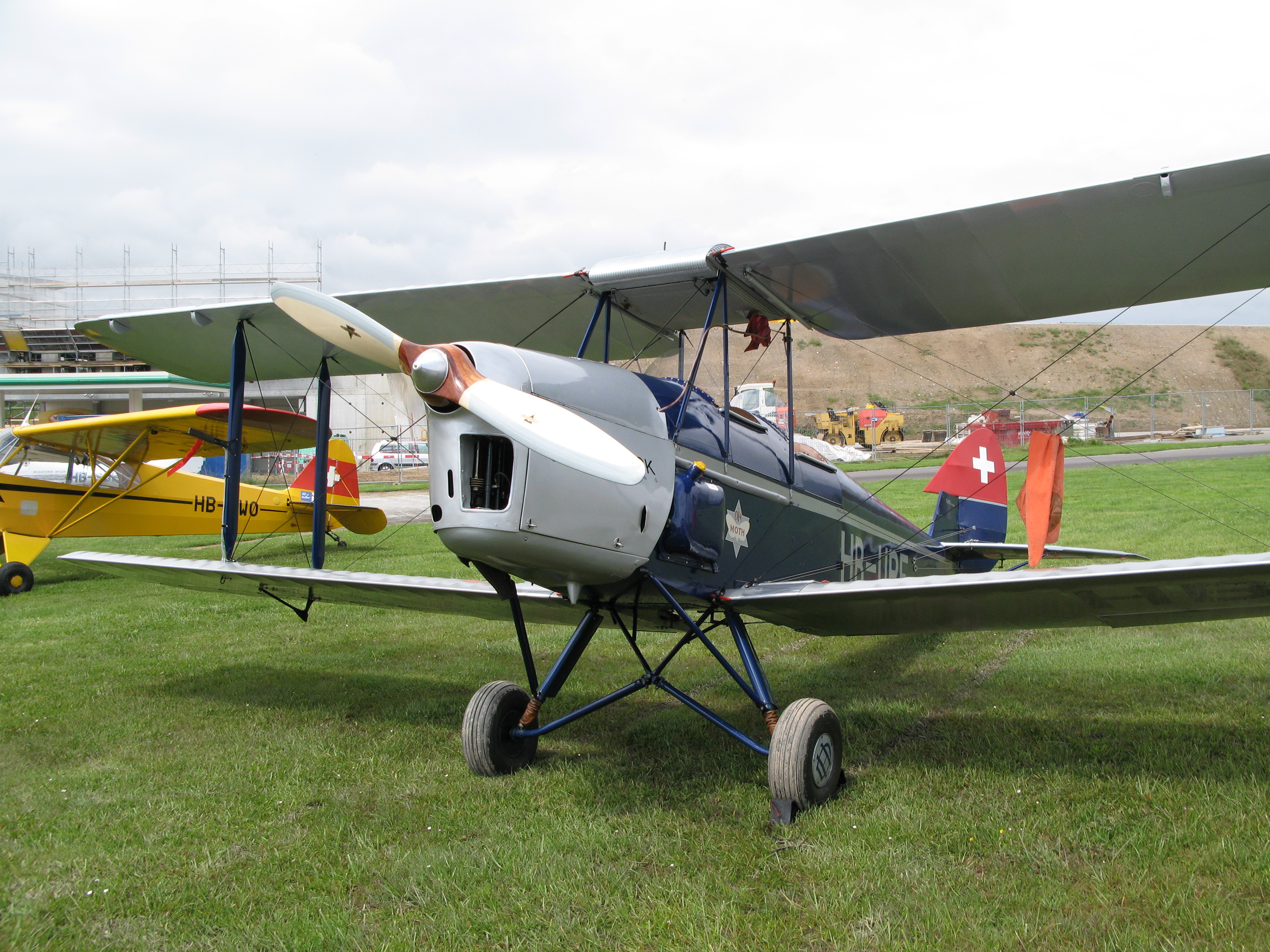
De Havilland DH-60GIII Moth Major – HB-UPE (1934)

### Base de la REGA

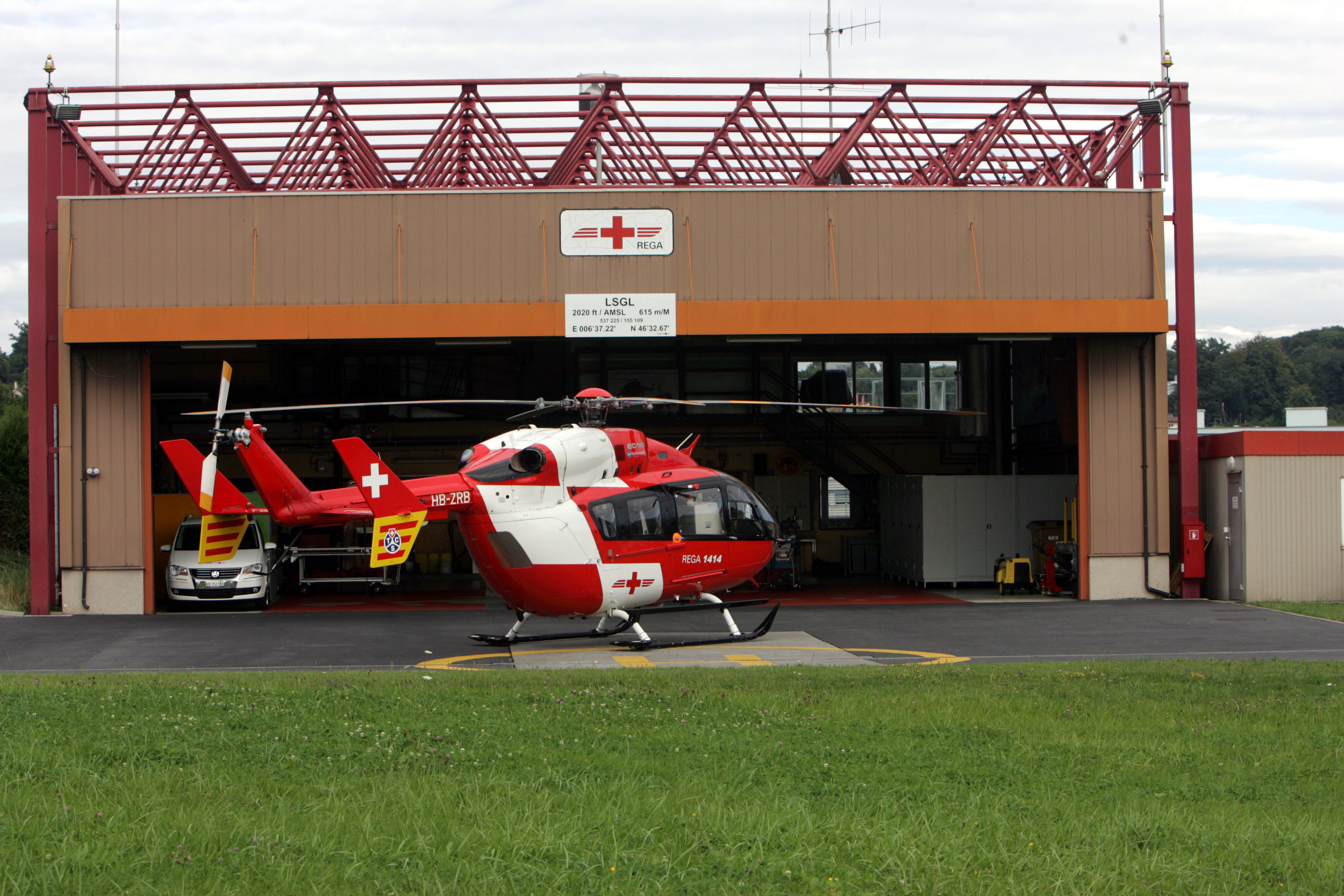
Le EC-145 de la base REGA 4 devant l'ancien hangar en 2008.

En 1979, la base de la Garde aérienne suisse de sauvetage (REGA) est devenue opérationnelle avec la mise en service d'un hélicoptère SA-319B Alouette III Astazou, s'abritant provisoirement dans deux containers, l'un pour le bureau et l'autre pour le matériel. L'hélicoptère était abrité dans le hangar militaire existant encore à cette époque. En 1981, le premier hangar de la REGA à Lausanne est inauguré et restera opérationnel jusqu'en 2009. En 2009, une nouvelle base a été inaugurée au nord de la piste. Près de 900 interventions y sont opérées en moyenne chaque année.[réf. souhaitée]
En Suisse romande, la REGA dispose également d'un hélicoptère à Genève opéré par la base REGA-HUG. En Valais, le secours et le sauvetage par hélicoptère est essentiellement assuré par Air Glaciers, qui peut également intervenir dans les Alpes bernoises et vaudoises et par Air Zermatt, principalement dans le Haut-Valais. Les seuls mouvements de nuit à Lausanne sont ceux des hélicoptères ambulances, à la Blécherette ou au CHUV.

## Impact sur les riverains et contestation

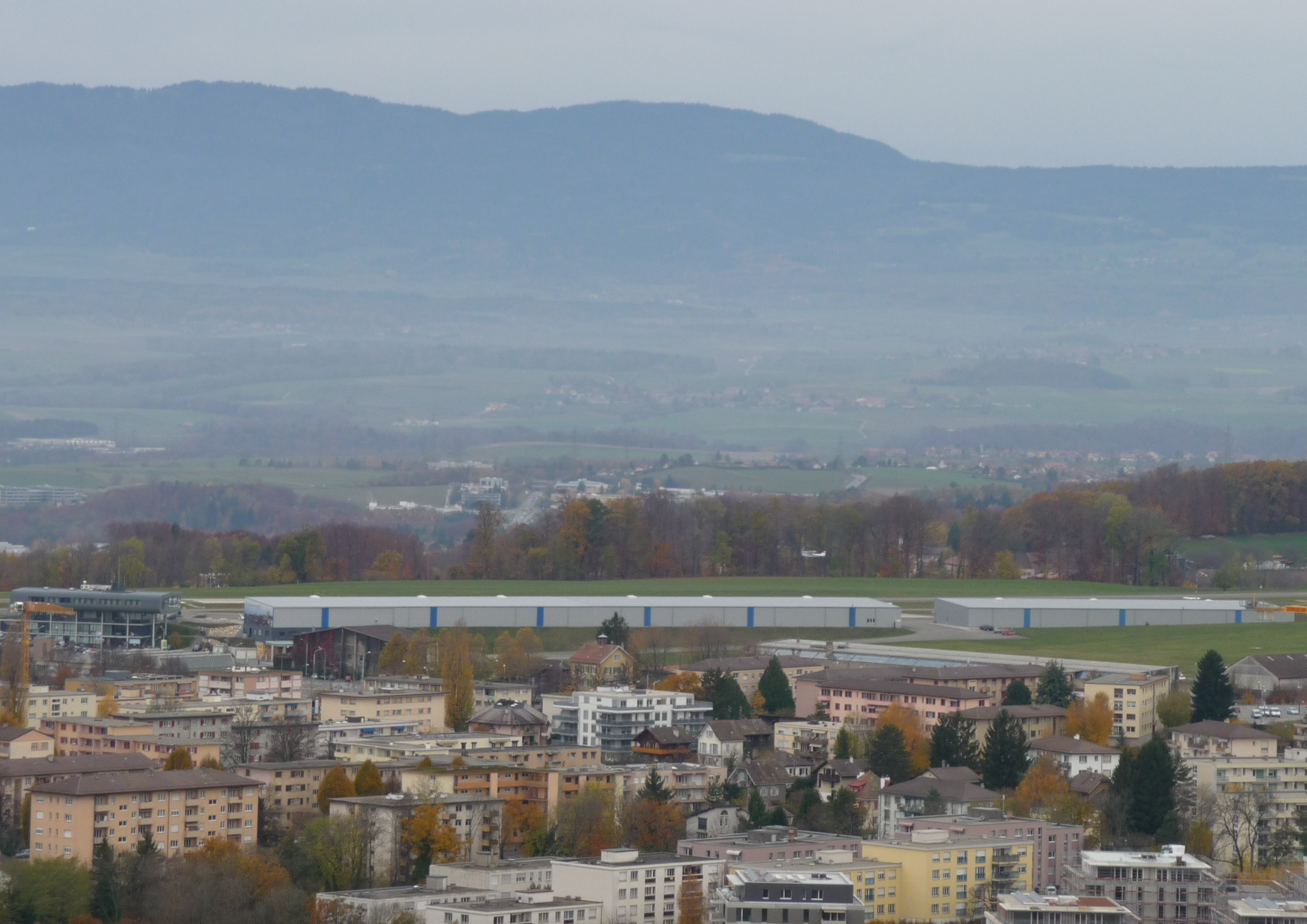
Des dizaines de milliers d'habitants résident au sud de l'aéroport. Une association demande moins de nuisances et des décollages vers le nord.

Selon ses opposants, la pollution sonore de l'aéroport touche des dizaines de milliers de personnes, 63 000 Lausannois et 34 000 habitants des communes voisines,. Depuis les années 1980, des associations de riverains des quartiers environnants demandent la fin des nuisances sonores (les avions survolant les immeubles) ; et dénoncent cette infrastructure servant un petit nombre de privilégiés (sauf la base REGA qui n'est pas remise en question),.
En 2021, l'Association de défense des riverains de la Blécherette publie un « Livre blanc des nuisances de l'aérodrome ».

### Sources
Fonds : Aéroport de Lausanne (1930-1961) [9,10 ml, 3068 négatifs noir-blanc sur plaque de verre; 56 tirages positifs; 1 boîte].  Cote : PP 961. Archives cantonales vaudoises (présentation en ligne).